# Веселина Томова
Веселина Тодорова Томова е българска журналистка, главен редактор на сайта за разследваща журналистика Afera.bg.

## Биография
Родена е на 5 декември 1961 г. във Варна. Завършва Великотърновския университет „Св. св. Кирил и Методий“ – специалност „българска филология“.
Започва да се занимава с журналистика през 1990 година. Участва в създаването на в. „Демократ“, който излиза два месеца преди в. „Демокрация“. Работи в седмичника „Север-изток“, в телевизия „МСАТ“, във варненското приложение на „24 часа“, във в. „Черно море“ и др., след това създател и главен редактор на Афера.бг.
През 2005 г. е учредител на сдружение „Истината за Варна“, което си поставя за цел да контролира властта във всичките ѝ действия, да оказва граждански натиск, за осигуряването на публичност и прозрачност за много важни и глобални проблеми, които се решават в града.